# 宮永英一
宮永 英一（みやなが えいいち、1951年6月20日 - ）は、日本の沖縄県出身の歌手、ドラマー。通称Chibi。

## 略歴
那覇市で生まれコザで育つ。父親はアメリカ兵だった。ザ・ベンチャーズに影響を受け1966年に音楽の世界へ入る。1973年「紫」に加入。1978年に紫を脱退後「コンディション・グリーン」など複数のバンドに参加するなどの音楽活動をおこなった。
1980年、『サンディエゴ』に参加、CBS・ソニーよりリリースされた1st『SAN-DIEGO』から”ジャンピング・モンキー”が日本テレビ系ドラマ「猿飛佐助」の主題歌に採用。元『コンディション・グリーン』のギタリスト、”シンキ”と『HEAVY METAL ARMY』、後に『EASTAN ORBIT』としてキングレコードより2枚のアルバムを発表。
1983年に元紫のジョージ紫率いる「ジョージ紫&オキナワ」に加入するもその後解散。
1988年、『ZODIAC』を結成する。また、自分のルーツである琉球音楽に傾倒する。
1995年、ケーシー・ランキンとのユニット『琉球マジック』、アルバム”RYUKYU MAGIC”発表。
1990年代末には、ジョージ紫らと「紫」を再結成する。
2008年6月13日にはプロデビュー40周年記念リサイタル「宮永英一、私が愛するコザを語る」をミュージックタウン音市場（沖縄県沖縄市、旧コザ市）設立1周年記念事業で公演。音楽活動のかたわら、沖縄県ロック協会の会長やNPO沖縄県音楽文化振興会の副理事長も務める。2009年には人から人へと北海道からハードロックバンド、天龍を結成（Gr.鴨崎、Bass.石原）。2010年には東久邇宮文化褒章を受賞した。
2011年の東日本大震災の年には、全国で積極的にチャリティーライブを行った。
2017年4月、『CHIBI with Friends』結成。2020年9月にはNHK教育テレビジョンでETV特集「基地の町にロックは流れて」で宮永英一の人生と、沖縄・米軍基地の戦後史、ベトナム戦争やコザ暴動などに関するドキュメンタリー番組が放送され、視聴者の理解を深めた。
2021年5月、FMコザにてラジオパーソナリティを務める番組『Giant CHIBIのハートロックコミュニケーション』がスタート。6月、古希を迎えSNSを通じて『【古希】他人事が自分のことになってしまいました。しかし、必ず一度は通る道しっかりと受け止め、新たな人生のスタートラインにしたいと思います。これまで以上に音楽道に精進し、世界の人々に心の平安を感じて頂けるように、残された時間を大切に使わせていただきます。』というコメントを発表。